# Équipe d'Algérie masculine de handball au Championnat d'Afrique 2024
Cet article relate le parcours de l'équipe d'Algérie masculine de handball au Championnat d'Afrique 2024. Il s'agit de la 25e participation de l'Algérie à un Championnat d'Afrique des nations. Initialement, la compétition devait se dérouler en Algérie. En mars 2022, la CAHB décide finalement de retirer l'organisation de la compétition à l'Algérie, puis de l'attribuer à l'Égypte.
La Fédération algérienne de handball a annoncé, dans un communiqué, la fin de fonctions du sélectionneur de l’équipe seniors-messieurs, Salah Bouchekriou. Et cela pour des raisons disciplinaires. Bouchekriou fraichement, a dénoncé l’injustice et le complot dont il a été victime au niveau de la FAHB. «Je suis venu pour apporter un plus à l’équipe nationale. A 61 ans, je n’ai pas besoin de prendre la sélection pour me faire un nom. J’ai fait l’objet d’un communiqué de limogeage pour des raisons disciplinaires. Mais, je n’ai pas été auditionné par les membres du bureau fédéral. Je trouve inconcevable de ne pas me donner l’occasion de me défendre».
Le 12 décembre Farouk Dehili a été désigné nouvel entraîneur de la sélection nationale de handball en remplacement de Bouchekriou, qui a été démis de ses fonctions. Pour rappel, l'équipe sacrée en Egypte se qualifiera directement aux Jeux olympiques 2024 de Paris, alors que le finaliste disputera un tournoi qualificatif en mars prochain. Les cinq premiers de la CAN 2024 représenteront le continent africain au Mondial 2025 prévu en Croatie, Danemark et Norvège.

## Matchs de préparation
| No | Date                   | Lieu                              | Adversaire | Résultat  | Événement                             | Buteurs pour l'Algérie |
| -- | ---------------------- | --------------------------------- | ---------- | --------- | ------------------------------------- | --- |
| 1  | 30 décembre 2023 17h30 | Duhail Handball Sports Hall, Doha | Qatar      | P 32 – 25 | Tournoi international amical du Qatar | Boulehsa (4), Bounab (4), Hadj Sadok (4), Saker (2), Abdi (2), Khermouche (2), Kaabeche (2), Daoud (2), Berkous (1), Melazem (1), Naïm (1)   |
| 2  | 31 décembre 2023 17h30 | Duhail Handball Sports Hall, Doha | Irak       | G 39 – 35 | Tournoi international amical du Qatar | Hadj Sadok (8), Abdi (6), Daoud (6), Boulehsa (5), Berkous (5), Saker (2), Khermouche (2), Bounab (2), Blida (1), Djaballah (1), Zennadi (1) |
| 3  | 2 janvier 2024 17h30   | Duhail Handball Sports Hall, Doha | Qatar      | P 29 – 27 | Tournoi international amical du Qatar | Daoud (9), Berkous (3), Boulehsa (3), Hadj Sadok (3), Kaabeche (2), Abdi (2), Naïm (1), Blida (1), Boughaba (1), Khermouche (1), Zennadi (1) |

## Effectif
Les 18 joueurs sélectionnées pour disputer le Championnat d'Afrique des nations masculin de handball 2024 sont,. :

## Résultats

### Phase de groupe
L'Algérie évolue dans le groupe C :
|   | Équipe  | Pts | J | G | N | P | Bp | Bc | Diff |
| - | ------- | --- | - | - | - | - | -- | -- | ---- |
| 1 | Algérie | 6   | 3 | 3 | 0 | 0 | 95 | 69 | 26   |
| 2 | Maroc   | 4   | 3 | 2 | 0 | 1 | 86 | 80 | 6    |
| 3 | Libye   | 2   | 3 | 1 | 0 | 2 | 69 | 88 | -19  |
| 4 | Gabon   | 0   | 3 | 0 | 0 | 3 | 76 | 89 | -13  |

#### Algérie vs Gabon
| 17 janvier 2024 10h00 | Algérie      | 31 – 27 | Gabon             | Deuxième salle, Le Caire Affluence : 700 Arbitrage : Abdoulaye Faye, Fadel Diop |
| 17 janvier 2024 10h00 | Ayoub Abdi 7 | (16–12) | Yannick Aubyang 7 | Deuxième salle, Le Caire Affluence : 700 Arbitrage : Abdoulaye Faye, Fadel Diop |
| 17 janvier 2024 10h00 | ×1           | Rapport | ×2                | Deuxième salle, Le Caire Affluence : 700 Arbitrage : Abdoulaye Faye, Fadel Diop |

| Algérie                    |    |                     |             |            |
|                            |    |                     |             |            |
| GB                         | 1  | Chahreddine Hachemi | /           |            |
| ARG                        | 2  | Zoheïr Naïm         | 0/1         |            |
| ARG                        | 4  | Noureddine Hellal   | /           |            |
| DC                         | 5  | Rafik Bounab        | /           |            |
| ARG                        | 6  | Messaoud Berkous    | 6/9         |            |
| ALG                        | 7  | Hichem Daoud        | 5/8         |            |
| ARG                        | 9  | Wail Melazem        | /           |            |
| ALD                        | 15 | Redouane Saker      | 2/4         |            |
| P                          | 18 | Hichem Kaabeche     | /           |            |
| GB                         | 22 | Khalifa Ghedbane    | 13/40 (1/1) |            |
| ALG                        | 28 | Ali Boulehsa        | 0/2         | Suspension |
| ARD                        | 36 | Hacene Djaballah    | /           |            |
| DC                         | 44 | Mustapha Hadj Sadok | 4/6         |            |
| ARD                        | 87 | Ayoub Abdi          | 7/13        |            |
| P                          | 94 | Bastien Khermouche  | 5/6         |            |
| P                          | 98 | Abdeldjalil Zennadi | 1/1         |            |
| Entraîneur : Farouk Dehili |    |                     |             |            |

| Algérie | Statistiques   | Gabon  |
| ------- | -------------- | ------ |
| 31/51   | Buts marqués   | 27/48  |
| 60.8 %  | % réussite     | 56.3 % |
| 1/2     | Jets de 7m     | 1/2    |
| 2 min   | Suspensions    | 4 min  |
| 0       | Cartons jaunes | 0      |
| 0       | Cartons rouges | 0      |
| 13/40   | Arrêts         | 15/46  |
| 33 %    | % d'arrêts     | 33 %   |

| Gabon                           |    |                        |       |            |
|                                 |    |                        |       |            |
| GB                              | 1  | Ulrich Apanga Evoundza | /     |            |
|                                 | 4  | Georges Fausther       | /     |            |
|                                 | 19 | Aboghe Yves Nguema     | 0/1   |            |
|                                 | 8  | Mamadou Dia Wora       | 6/11  |            |
|                                 | 9  | Moure Nguema Willy     | 1/4   | Suspension |
| P                               | 11 | Ange Junior Obame      | /     |            |
|                                 | 14 | Fabien Remi Segarel    | 2/4   |            |
| ALD                             | 15 | Stéphane Nze Mba       | /     |            |
| GB                              | 16 | Diba Asaph             | /     |            |
| P                               | 18 | Mehdi Lacritick        | 4/6   |            |
|                                 | 20 | Mihindou Mboutsou      | 5/7   |            |
|                                 | 35 | David Griveau Edang    | /     |            |
| ARG                             | 44 | Yannick Aubyang        | 7/10  | Suspension |
|                                 | 66 | Serge Indjelet Licket  | 1/3   |            |
| ALG                             | 88 | Robin Tchamda Rolenga  | 1/2   |            |
| GB                              | 94 | Rémy Gervelas          | 15/45 |            |
| Entraîneur : Walid Ben Romdhane |    |                        |       |            |

#### Libye vs Algérie
| 19 janvier 2024 18h00 | Libye                | 19 – 34 | Algérie          | Deuxième salle, Le Caire Affluence : 500 Arbitrage : Hedy El-Sayed, Yasmina El-Sayed |
| 19 janvier 2024 18h00 | Al-Rabia, Al-Shati 5 | (10–18) | Redouane Saker 8 | Deuxième salle, Le Caire Affluence : 500 Arbitrage : Hedy El-Sayed, Yasmina El-Sayed |
| 19 janvier 2024 18h00 | ×4                   | Rapport | ×7               | Deuxième salle, Le Caire Affluence : 500 Arbitrage : Hedy El-Sayed, Yasmina El-Sayed |

| Libye                     |    |                      |      |            |
|                           |    |                      |      |            |
|                           | 1  | Emad Al-Zargani      | 2/10 | Suspension |
|                           | 7  | Muez Al-Shati        | 5/10 | Suspension |
|                           | 10 | Muad Al-Rabia        | 5/14 | Suspension |
| GB                        | 16 | Abd Al-Raouf Al-Basi | 9/32 |            |
|                           | 20 | Shumak Hani          | /    |            |
|                           | 21 | Adnan Qarqoum        | 0/2  |            |
|                           | 22 | Osama El-Bdri        | 1/2  |            |
| GB                        | 33 | Wissam Ali           | 1/11 |            |
|                           | 39 | Firas Aboukhisheem   | 1/2  |            |
|                           | 45 | Khireddin Hassan     | /    |            |
|                           | 55 | Elias Bakka          | 2/2  | Suspension |
|                           | 71 | Raja Al-Shoushan     | 1/2  |            |
|                           | 77 | Abdulla Afteta       | 0/1  |            |
|                           | 95 | Abd Al-Samad Bin     | 2/2  |            |
|                           | 96 | Abdullah Hireebish   | /    |            |
|                           | 99 | Kais Annana          | /    |            |
| Entraîneur : Réda Zeguili |    |                      |      |            |

| Libye  | Statistiques   | Algérie |
| ------ | -------------- | ------- |
| 19/47  | Buts marqués   | 34/51   |
| 40.4 % | % réussite     | 66.7 %  |
| 2/3    | Jets de 7m     | 2/2     |
| 8 min  | Suspensions    | 14 min  |
| 0      | Cartons jaunes | 0       |
| 0      | Cartons rouges | 0       |
| 10/44  | Arrêts         | 17/36   |
| 23 %   | % d'arrêts     | 47 %    |

| Algérie                    |    |                     |       |                         |
|                            |    |                     |       |                         |
| ARG                        | 2  | Zoheïr Naïm         | 3/4   |                         |
| ARG                        | 4  | Noureddine Hellal   | 2/3   | Suspension              |
| DC                         | 5  | Rafik Bounab        | 5/7   |                         |
| ARG                        | 6  | Messaoud Berkous    | /     |                         |
| ALG                        | 7  | Hichem Daoud        | 1/3   |                         |
| ARG                        | 9  | Wail Melazem        | 1/1   | Suspension              |
| ALD                        | 15 | Redouane Saker      | 8/11  |                         |
| GB                         | 16 | Yahia Zemouchi      | 2/6   |                         |
| P                          | 18 | Hichem Kaabeche     | 1/1   |                         |
| GB                         | 22 | Khalifa Ghedbane    | 15/30 |                         |
| ALD                        | 28 | Ali Boulehsa        | 0/1   | Suspension              |
| ARD                        | 36 | Hacene Djaballah    | 1/4   |                         |
| DC                         | 44 | Mustapha Hadj Sadok | 5/7   | Suspension · Suspension |
| ARD                        | 87 | Ayoub Abdi          | 2/4   |                         |
| P                          | 94 | Bastien Khermouche  | 1/1   | Suspension              |
| P                          | 98 | Abdeldjalil Zennadi | 4/4   | Suspension              |
| Entraîneur : Farouk Dehili |    |                     |       |                         |

#### Maroc vs Algérie
| 21 janvier 2024 20h00 | Maroc             | 23 – 30 | Algérie      | Cairo Stadium Sports Hall (en), Le Caire Affluence : 800 Arbitrage : Abdoulaye Faye, Fadel Diop |
| 21 janvier 2024 20h00 | Youness Mansari 7 | (13–16) | Ayoub Abdi 7 | Cairo Stadium Sports Hall (en), Le Caire Affluence : 800 Arbitrage : Abdoulaye Faye, Fadel Diop |
| 21 janvier 2024 20h00 | ×2 ×5             | Rapport | ×2 ×4        | Cairo Stadium Sports Hall (en), Le Caire Affluence : 800 Arbitrage : Abdoulaye Faye, Fadel Diop |

| Maroc                          |    |                    |      |                         |
|                                |    |                    |      |                         |
| GB                             | 1  | Yassine Idrissi    | 7/21 |                         |
| DC                             | 5  | Marouane Boukhamsa | /    |                         |
| DC                             | 8  | Mohamed Bentaleb   | 3/6  | Suspension · Suspension |
|                                | 15 | Mohammed Miri      | /    |                         |
| ARD                            | 17 | Hicham El Hakimy   | 0/1  | Suspension              |
| ARG                            | 19 | Abdellah Razgui    | /    |                         |
| ARG                            | 22 | Younes Mansari     | 7/14 |                         |
| ARG                            | 24 | Mohammed Ezzine    | 4/6  | Suspension              |
| ALD                            | 29 | Reida Rezzouki     | 0/2  |                         |
| DC                             | 46 | Amine Harchaoui    | 1/2  |                         |
| ARG                            | 92 | Hassan El Kachradi | /    |                         |
| ALG                            | 93 | Ryad Lakbi         | 6/10 |                         |
| P                              | 94 | Mehdi Alaoui       | 2/3  | Suspension              |
| ARG                            | 95 | Hamza Mannane      | 0/1  | Averti                  |
| P                              | 97 | Said El-Malki      | /    |                         |
| GB                             | 99 | Jamal Ouaali       | 6/20 |                         |
| Entraîneur : Abdessalam Mesbah |    |                    |      |                         |

| Maroc  | Statistiques   | Algérie |
| ------ | -------------- | ------- |
| 23/45  | Buts marqués   | 30/50   |
| 51.1 % | % réussite     | 60 %    |
| 3/5    | Jets de 7m     | 3/3     |
| 10 min | Suspensions    | 8 min   |
| 2      | Cartons jaunes | 2       |
| 0      | Cartons rouges | 0       |
| 13/43  | Arrêts         | 13/36   |
| 30 %   | % d'arrêts     | 36 %    |

| Algérie                    |    |                     |             |                         |
|                            |    |                     |             |                         |
| GB                         | 1  | Chahreddine Hachemi | 2/5         |                         |
| ARG                        | 4  | Noureddine Hellal   | 1/1         |                         |
| DC                         | 5  | Rafik Bounab        | 0/2         |                         |
| ARG                        | 6  | Messaoud Berkous    | 4/8         |                         |
| ALG                        | 7  | Hichem Daoud        | 4/4         | Suspension · Suspension |
| ARG                        | 9  | Wail Melazem        | /           |                         |
| ARD                        | 11 | Nidhal Eddine Blida | /           |                         |
| ALD                        | 15 | Redouane Saker      | 6/6         |                         |
| P                          | 18 | Hichem Kaabeche     | 1/2         |                         |
| GB                         | 22 | Khalifa Ghedbane    | 11/30 (1/1) |                         |
| ALD                        | 28 | Ali Boulehsa        | /           |                         |
| ARD                        | 36 | Hacene Djaballah    | 3/4         |                         |
| DC                         | 44 | Mustapha Hadj Sadok | 1/4         | Averti · Suspension     |
| ARD                        | 87 | Ayoub Abdi          | 7/14        |                         |
| P                          | 94 | Bastien Khermouche  | 1/1         | Suspension              |
| P                          | 98 | Abdeldjalil Zennadi | 1/3         |                         |
| Entraîneur : Farouk Dehili |    |                     |             |                         |

### Phase finale

#### Quart-de-finale face à le RD Congo
| 23 janvier 2024 13h00 | Algérie            | 36 – 23 | RD Congo             | Cairo Stadium Sports Hall (en), Le Caire Affluence : 1 200 Arbitrage : Ádám Bíró, Olivér Kiss |
| 23 janvier 2024 13h00 | Messaoud Berkous 7 | (14–15) | Aurélien Tchitombi 6 | Cairo Stadium Sports Hall (en), Le Caire Affluence : 1 200 Arbitrage : Ádám Bíró, Olivér Kiss |
| 23 janvier 2024 13h00 | ×1                 | Rapport | ×1                   | Cairo Stadium Sports Hall (en), Le Caire Affluence : 1 200 Arbitrage : Ádám Bíró, Olivér Kiss |

| Algérie                    |    |                     |      |            |
|                            |    |                     |      |            |
| GB                         | 1  | Chahreddine Hachemi | 0/7  |            |
| ARG                        | 4  | Noureddine Hellal   | 0/1  |            |
| DC                         | 5  | Rafik Bounab        | 1/2  |            |
| ARG                        | 6  | Messaoud Berkous    | 7/10 |            |
| ALG                        | 7  | Hichem Daoud        | 4/4  | Suspension |
| ARG                        | 9  | Wail Melazem        | 0/2  |            |
| ARD                        | 11 | Nidhal Eddine Blida | 0/1  |            |
| ALD                        | 15 | Redouane Saker      | 4/5  |            |
| GB                         | 16 | Yahia Zemouchi      | 8/16 |            |
| GB                         | 22 | Khalifa Ghedbane    | 2/8  |            |
| ALD                        | 28 | Ali Boulehsa        | /    |            |
| ARD                        | 36 | Hacene Djaballah    | 1/1  |            |
| DC                         | 44 | Mustapha Hadj Sadok | 6/8  |            |
| ARD                        | 87 | Ayoub Abdi          | 6/8  |            |
| P                          | 94 | Bastien Khermouche  | 4/5  | Averti     |
| P                          | 98 | Abdeldjalil Zennadi | 3/5  |            |
| Entraîneur : Farouk Dehili |    |                     |      |            |

| Algérie | Statistiques   | République démocratique du Congo |
| ------- | -------------- | -------------------------------- |
| 36/52   | Buts marqués   | 23/40                            |
| 69.2 %  | % réussite     | 57.5 %                           |
| 0/0     | Jets de 7m     | 3/3                              |
| 2 min   | Suspensions    | 2 min                            |
| 1       | Cartons jaunes | 0                                |
| 0       | Cartons rouges | 0                                |
| 10/33   | Arrêts         | 10/46                            |
| 30 %    | % d'arrêts     | 22 %                             |

| RD Congo                    |    |                         |      |            |
|                             |    |                         |      |            |
|                             | 3  | Bodrick Simoketo Eyanga | 1/2  |            |
|                             | 4  | Christian Yahoza Moga   | /    |            |
| P                           | 5  | Gabriel Nyembo          | 0/4  |            |
| ALG                         | 6  | Olivier Nyokas          | 3/5  |            |
| DC                          | 8  | Marius Randriantseheno  | 2/3  | Suspension |
|                             | 9  | Bouty Zephirin          | 2/3  |            |
|                             | 10 | André Ngoulou Quentin   | 0/1  |            |
| ARD                         | 11 | Adam Ngando Ouedraogo   | 1/1  |            |
| GB                          | 12 | Karl Tshimanga          | 8/32 |            |
| P                           | 15 | Gauthier Mvumbi         | 1/1  |            |
| GB                          | 16 | Prince Mangoba          | 2/12 |            |
| ALG                         | 17 | Johan Kiangebeni        | 3/6  |            |
| ARG                         | 22 | Frédéric Beauregard     | /    |            |
| ALD                         | 26 | Tahu Lufuanitu          | 2/3  |            |
| DC                          | 68 | Aurélien Tchitombi      | 6/8  |            |
| ALD                         | 75 | Steeven Corneil Olivier | 2/2  |            |
| Entraîneur : Célestin Mpoua |    |                         |      |            |

#### Demi-finale face à le Cap-Vert
| 25 janvier 2024 18h00 | Cap-Vert       | 26 – 32 | Algérie            | Cairo Stadium Sports Hall (en), Le Caire Arbitrage : Ádám Bíró, Olivér Kiss |
| 25 janvier 2024 18h00 | Paulo Moreno 5 | (8–16)  | Abdi, Khermouche 7 | Cairo Stadium Sports Hall (en), Le Caire Arbitrage : Ádám Bíró, Olivér Kiss |
| 25 janvier 2024 18h00 | ×1 ×4 ×2       | Rapport | ×5                 | Cairo Stadium Sports Hall (en), Le Caire Arbitrage : Ádám Bíró, Olivér Kiss |

| Cap-Vert                |    |                    |     |                         |
|                         |    |                    |     |                         |
| ARG                     | 3  | Délcio Pina        | 5/8 | Suspension · Suspension |
| P                       | 4  | Ivo Santos         | /   |                         |
| ARG                     | 5  | Edmilson Araújo    | 1/2 | Carton rouge            |
| ARG                     | 6  | Leandro Semedo     | 0/3 | Carton rouge            |
| ALD                     | 7  | Flávio Fortes      | 1/2 |                         |
| ARD                     | 10 | Bruno Landim       | 4/6 | Suspension              |
| GB                      | 12 | Élcio Fernandes    | /   |                         |
| P                       | 13 | Paulo Moreno       | 5/7 |                         |
|                         | 14 | Alexandre Pereira  | 4/4 |                         |
| GB                      | 16 | Edmilson Gonçalves | /   |                         |
| ARD                     | 17 | Rafael Andrade     | 1/3 |                         |
|                         | 19 | Edmilson Furtado   | /   |                         |
| P                       | 29 | Felisberto Landim  | /   |                         |
| DC                      | 30 | Elledy Semedo      | 0/1 |                         |
| DC                      | 44 | Gualther Furtado   | 3/6 | Suspension              |
| ALG                     | 88 | Nélson Pina        | 2/5 |                         |
| Entraîneur : Jorge Rito |    |                    |     |                         |

| Cap-Vert | Statistiques   | Algérie |
| -------- | -------------- | ------- |
| 26/47    | Buts marqués   | 32/49   |
| 55.3 %   | % réussite     | 65.3 %  |
| 1/2      | Jets de 7m     | 1/3     |
| 8 min    | Suspensions    | 10 min  |
| 0        | Cartons jaunes | 0       |
| 2        | Cartons rouges | 0       |
| 7/39     | Arrêts         | 12/38   |
| 18 %     | % d'arrêts     | 32 %    |

| Algérie                    |    |                     |       |                         |
|                            |    |                     |       |                         |
| GB                         | 1  | Chahreddine Hachemi | /     |                         |
| ARG                        | 4  | Noureddine Hellal   | 1/1   |                         |
| DC                         | 5  | Rafik Bounab        | 2/4   |                         |
| ARG                        | 6  | Messaoud Berkous    | 4/5   |                         |
| ALG                        | 7  | Hichem Daoud        | 2/4   |                         |
| ARG                        | 9  | Wail Melazem        | 0/2   |                         |
| ALD                        | 15 | Redouane Saker      | 2/4   |                         |
| GB                         | 16 | Yahia Zemouchi      | 2/12  |                         |
| P                          | 18 | Hichem Kaabeche     | 1/1   | Suspension · Suspension |
| GB                         | 22 | Khalifa Ghedbane    | 10/26 |                         |
| ALD                        | 28 | Ali Boulehsa        | 1/1   |                         |
| ARD                        | 36 | Hacene Djaballah    | 0/3   | Suspension              |
| DC                         | 44 | Mustapha Hadj Sadok | 4/6   |                         |
| ARD                        | 87 | Ayoub Abdi          | 7/10  | Suspension              |
| P                          | 94 | Bastien Khermouche  | 7/7   | Suspension              |
| P                          | 98 | Abdeldjalil Zennadi | 1/1   |                         |
| Entraîneur : Farouk Dehili |    |                     |       |                         |

#### Finale
| 27 janvier 2024 18 h 00 UTC+2 | Égypte         | 29 – 21   | Algérie        | Cairo Stadium Sports Hall (en), Le Caire Affluence : 5 000 Arbitrage : Ádám Bíró, Olivér Kiss |
| 27 janvier 2024 18 h 00 UTC+2 | Nafea, Sanad 5 | (17 - 10) | Hichem Daoud 6 | Cairo Stadium Sports Hall (en), Le Caire Affluence : 5 000 Arbitrage : Ádám Bíró, Olivér Kiss |
| 27 janvier 2024 18 h 00 UTC+2 | ×1             | Rapport   | ×1 ×5          | Cairo Stadium Sports Hall (en), Le Caire Affluence : 5 000 Arbitrage : Ádám Bíró, Olivér Kiss |

| Égypte                          |    |                   |             |            |
|                                 |    |                   |             |            |
| GB                              | 88 | Karim Hendawy     | 11/27 (1/1) |            |
| GB                              | 92 | Mohamed Aly       | 7/11        |            |
| ARD                             | 5  | Yahia Omar        | 4/7         |            |
| ARG                             | 10 | Abdelrahman Abdou | 0/1         |            |
|                                 | 17 | Ahmed Nasralla    | 3/3         |            |
| P                               | 24 | Ibrahim El-Masry  | /           |            |
| ARG                             | 39 | Yehia El-Deraa    | 2/3         | Averti     |
| ARG                             | 42 | Hassan Kaddah     | /           |            |
| DC                              | 45 | Seif El-Deraa     | /           | Suspension |
| ARD                             | 48 | Mohab Abdelhak    | 2/3         |            |
| ALD                             | 53 | Akram Yosri       | /           |            |
| ALG                             | 79 | Ahmed Nafea       | 5/7         |            |
|                                 | 80 | Ahmed Abdel       | 3/4         |            |
| P                               | 89 | Mohamed Mamdouh   | /           |            |
|                                 | 90 | Mohamed Ali       | 4/5         |            |
| ALD                             | 91 | Mohammad Sanad    | 5/6         |            |
| Entraîneur : Juan Carlos Pastor |    |                   |             |            |

| Égypte | Statistiques   | Algérie |
| ------ | -------------- | ------- |
| 29/40  | Buts marqués   | 21/49   |
| 72,5 % | % réussite     | 42,9 %  |
| 1/1    | Jets de 7m     | 3/5     |
| 1      | Cartons jaunes | 1       |
| 2 min  | Suspensions    | 10 min  |
| 0      | Cartons rouges | 0       |
| 18/38  | Arrêts         | 8/34    |
| 47,4 % | % d'arrêts     | 23,5 %  |

| Algérie                    |                            |                            |                            |                         |
|                            |                            |                            |                            |                         |
| GB                         | 1                          | Chahreddine Hachemi        | /                          |                         |
| GB                         | 16                         | Yahia Zemouchi             | /                          |                         |
| GB                         | 22                         | Khalifa Ghedbane           | 8/34 (1/1)                 |                         |
| ARG                        | 4                          | Noureddine Hellal          | /                          |                         |
| DC                         | 5                          | Rafik Bounab               | 0/1                        |                         |
| ARG                        | 6                          | Messaoud Berkous           | 3/7                        | Suspension              |
| ALG                        | 7                          | Hichem Daoud               | 6/8                        | Suspension              |
| ARG                        | 9                          | Wail Melazem               | /                          |                         |
| ALD                        | 15                         | Redouane Saker             | 2/4                        |                         |
| P                          | 18                         | Hichem Kaabeche            | 1/1                        |                         |
| ALD                        | 28                         | Ali Boulehsa               | 0/1                        |                         |
| ARD                        | 36                         | Hacene Djaballah           | 0/1                        |                         |
| DC                         | 44                         | Mustapha Hadj Sadok        | 0/3                        |                         |
| ARD                        | 87                         | Ayoub Abdi                 | 4/15                       |                         |
| P                          | 94                         | Bastien Khermouche         | 2/4                        | Suspension              |
| P                          | 98                         | Abdeldjalil Zennadi        | 2/3                        | Suspension · Suspension |
| Entraîneur : Farouk Dehili | Entraîneur : Farouk Dehili | Entraîneur : Farouk Dehili | Entraîneur : Farouk Dehili | Averti                  |

## Statistiques

### Buteurs
| Rang  | Joueur              | Tot. | Tirs | %     | Ch. | 7m    | MJ | Moy.  | Carton jaune | Suspension | Carton rouge | Temps de jeu  |
| ----- | ------------------- | ---- | ---- | ----- | --- | ----- | -- | ----- | ------------ | ---------- | ------------ | ------------- |
| 1     | Ayoub Abdi          | 33   | 64   | 52 %  | 33  | -     | 6  | 5,5   | 0            | 1          | 0            |               |
| 2     | Redouane Saker      | 24   | 34   | 71 %  | 19  | 5/7   | 6  | 4     | 0            | 0          | 0            |               |
| 3     | Messaoud Berkous    | 24   | 39   | 62 %  | 24  | -     | 6  | 4     | 0            | 1          | 0            |               |
| 4     | Hichem Daoud        | 22   | 31   | 71 %  | 17  | 5/8   | 6  | 3,67  | 0            | 4          | 0            |               |
| 5     | Bastien Khermouche  | 20   | 24   | 83 %  | 20  | -     | 6  | 3,34  | 1            | 4          | 0            |               |
| 6     | Mustapha Hadj Sadok | 20   | 34   | 59 %  | 20  | -     | 6  | 3,34  | 1            | 3          | 0            |               |
| 7     | Abdeldjalil Zennadi | 12   | 17   | 71 %  | 12  | -     | 6  | 2     | 0            | 3          | 0            |               |
| 8     | Rafik Bounab        | 8    | 16   | 50 %  | 8   | -     | 6  | 1,34  | 0            | 0          | 0            |               |
| 9     | Hacene Djaballah    | 5    | 13   | 38 %  | 5   | -     | 6  | 0,84  | 0            | 1          | 0            |               |
| 10    | Hichem Kaabeche     | 4    | 5    | 80 %  | 4   | -     | 5  | 0,8   | 0            | 2          | 0            |               |
| 11    | Noureddine Hellal   | 4    | 6    | 67 %  | 4   | -     | 6  | 0,67  | 0            | 1          | 0            |               |
| 12    | Khalifa Ghedbane    | 3    | 3    | 100 % | 3   | -     | 6  | 0,5   | 0            | 0          | 0            |               |
| 13    | Zoheïr Naïm         | 3    | 5    | 60 %  | 3   | -     | 2  | 1,5   | 0            | 0          | 0            |               |
| 14    | Wail Melazem        | 1    | 5    | 20 %  | 1   | -     | 6  | 0,17  | 0            | 1          | 0            |               |
| 15    | Ali Boulehsa        | 1    | 5    | 20 %  | 1   | -     | 6  | 0,17  | 0            | 2          | 0            |               |
| 16    | Nidhal Eddine Blida | 0    | 1    | 0 %   | 0   | -     | 2  | 0     | 0            | 0          | 0            |               |
| Total | Total               | 184  | 302  | 61 %  | 174 | 10/15 | 6  | 30,67 | 4*           | 23         | 0            | 6 h 0 min 0 s |

* dont une pour le banc de touche.

### Gardiens de buts
| N°    | Nom                 | %    | Arrêts | Tirs | MJ | Moy.  | Temps de jeu  |
| ----- | ------------------- | ---- | ------ | ---- | -- | ----- | ------------- |
| 1     | Khalifa Ghedbane    | 35 % | 59     | 168  | 6  | 9,83  |               |
| 2     | Yahia Zemouchi      | 35 % | 12     | 34   | 3  | 4     |               |
| 3     | Chahreddine Hachemi | 17 % | 2      | 12   | 2  | 1     |               |
| EG    | EG                  | EG   | EG     | 3    |    |       |               |
| Total | Total               | 34 % | 73     | 217  | 6  | 12,17 | 6 h 0 min 0 s |

## Qualifications aux Jeux olympiques d'été de 2024
Une dizaine d'équipes participent au Championnat d'Afrique disputé en Égypte du 19 au 29 janvier 2024. Le vainqueur est directement qualifié pour les Jeux olympiques de 2024 tandis que les équipes classées aux 2e et 3e places obtiennent le droit de participer à des tournois de qualifications olympiques. L'Égypte obtient sa qualification directe tandis que la Tunisie et l'Algérie participent à un des trois tournois de qualification olympique, respectivement dans le TQO n°2 et le TQO n°3. De plus, la place en TQO de l'Égypte est reversée au premier non-qualifié via le mondial, la Slovénie.

### Tournoi mondial 2
| Rang | Équipe        | Pts | J | G | N | P | Bp  | Bc  | Diff | Qualification |
| ---- | ------------- | --- | - | - | - | - | --- | --- | ---- | ------------- |
| 1    | Croatie       | 6   | 3 | 3 | 0 | 0 | 102 | 81  | +21  | Qualifié      |
| 2    | Allemagne (H) | 4   | 3 | 2 | 0 | 1 | 105 | 93  | +12  | Qualifié      |
| 3    | Autriche      | 2   | 3 | 1 | 0 | 2 | 101 | 95  | +6   | Éliminé       |
| 4    | Algérie       | 0   | 3 | 0 | 0 | 3 | 77  | 116 | −39  | Éliminé       |

| 14 mars 2024 17 h 45 | Allemagne        | 41 – 29   | Algérie      | ZAG Arena, Hanovre Affluence : 10 099 Arbitrage : Lenci, López |
| 14 mars 2024 17 h 45 | Renārs Uščins 10 | (16 – 13) | Ayoub Abdi 8 | ZAG Arena, Hanovre Affluence : 10 099 Arbitrage : Lenci, López |
| 14 mars 2024 17 h 45 | ×2               | Rapport   | ×1 ×3        | ZAG Arena, Hanovre Affluence : 10 099 Arbitrage : Lenci, López |

| 16 mars 2024 17 h 30 | Algérie            | 26 – 41   | Autriche            | ZAG Arena, Hanovre Affluence : 10 099 Arbitrage : Hansen, Madsen |
| 16 mars 2024 17 h 30 | Messaoud Berkous 9 | (13 – 20) | Sebastian Frimmel 8 | ZAG Arena, Hanovre Affluence : 10 099 Arbitrage : Hansen, Madsen |
| 16 mars 2024 17 h 30 | ×1                 | Rapport   | ×1                  | ZAG Arena, Hanovre Affluence : 10 099 Arbitrage : Hansen, Madsen |

| 17 mars 2024 16 h 45 | Croatie        | 34 – 22   | Algérie      | ZAG Arena, Hanovre Affluence : 10 099 Arbitrage : Lenci, López |
| 17 mars 2024 16 h 45 | Filip Glavaš 9 | (15 – 11) | Ayoub Abdi 8 | ZAG Arena, Hanovre Affluence : 10 099 Arbitrage : Lenci, López |
| 17 mars 2024 16 h 45 | ×1             | Rapport   | ×3           | ZAG Arena, Hanovre Affluence : 10 099 Arbitrage : Lenci, López |